# 矯正協会
公益財団法人矯正協会（きょうせいきょうかい）は、「矯正に関する学術の発展と普及啓発を図るとともに、矯正行政の運営に協力し、もって犯罪及び非行の防止に寄与することを目的とする」民間団体である。

## 沿革
監獄官吏・刑事司法関係者・国会議員等が会員となり会費を出し合って1888年に創立した大日本監獄協会を前身とする。1900年4月、監獄協会に改称。1911年9月、財団法人認可。1922年11月、刑務協会に改称。1957年5月、矯正協会に改称。2013年4月、公益財団法人に移行した。
大日本監獄協会期には、刑務所などで働く刑務官を養成することもあった。
司法省構内に置かれていたが、1962年4月、中野刑務所（旧豊多摩刑務所、1957年に改名）の隣接地へ移転。
2002年4月、現在の矯正会館新築。

## 施設・事業部・刊行物
- 建物 - 1962年4月、司法省構内から現在地に事務所新築・移転。
- 矯正図書館 - 1967年10月開館[1]。刑事政策や刑事法、犯罪心理学の書籍、矯正に関する雑誌などが置かれている。蔵書は約4万冊、雑誌は約7万8千冊、江戸期の古文書は約1000点、物品は約200点保管・展示されている。刑務所や少年院の職員がよく利用するが、一般にも開放されている。事前の予約優先である[6]。
- 刑務作業協力事業部 - 1983年7月設置[1]。刑務作業により製作された製品を「刑務所作業製品」「CAPIC（キャピック）」ブランドにて販売している。
- 附属中央研究所 - 1989年2月設置、2011年休止[1]。
- 附属少年非行問題相談センター - 1999年4月設置、2011年休止[1]。
- 刊行物 - 1888年5月、『監獄協会雑誌』創刊。1922年11月『刑政』に改題[1]。